# Empedrado (departamento)
Empedrado é um departamento da província de Corrientes.Possuía, em 2019, 16.351 habitantes.